# Нова-Ибия
Нова-Ибия (порт. Nova Ibiá) — муниципалитет в Бразилии, входит в штат Баия. Составная часть мезорегиона Юг штата Баия. Входит в экономико-статистический микрорегион Ильеус-Итабуна. Население составляет 7045 человек на 2007 год. Занимает площадь 180,701 км². Плотность населения — 39,1 чел./км².
Праздник города — 13 июня.

## История
Город основан 13 июня 1990 года.

## Статистика
- Валовой внутренний продукт на 2003 год составляет 39 655 906,00 реалов (данные: Бразильский институт географии и статистики).
- Валовой внутренний продукт на душу населения на 2003 год составляет 6777,63 реалов (данные: Бразильский институт географии и статистики).
- Индекс развития человеческого потенциала на 2005 год составляет 0,615 (данные: Программа развития ООН).

## География
Климат местности: субтропический гумидный.